# Haselburg
Die Haselburg (auch: Haselberg, früher auch Schloss Kühpach oder Küepach) ist eine Halbruine bei Bozen in Südtirol.

## Lage
Die Haselburg liegt über dem Stadtteil Haslach und überragt den städtischen Friedhof in Oberau.

## Geschichte

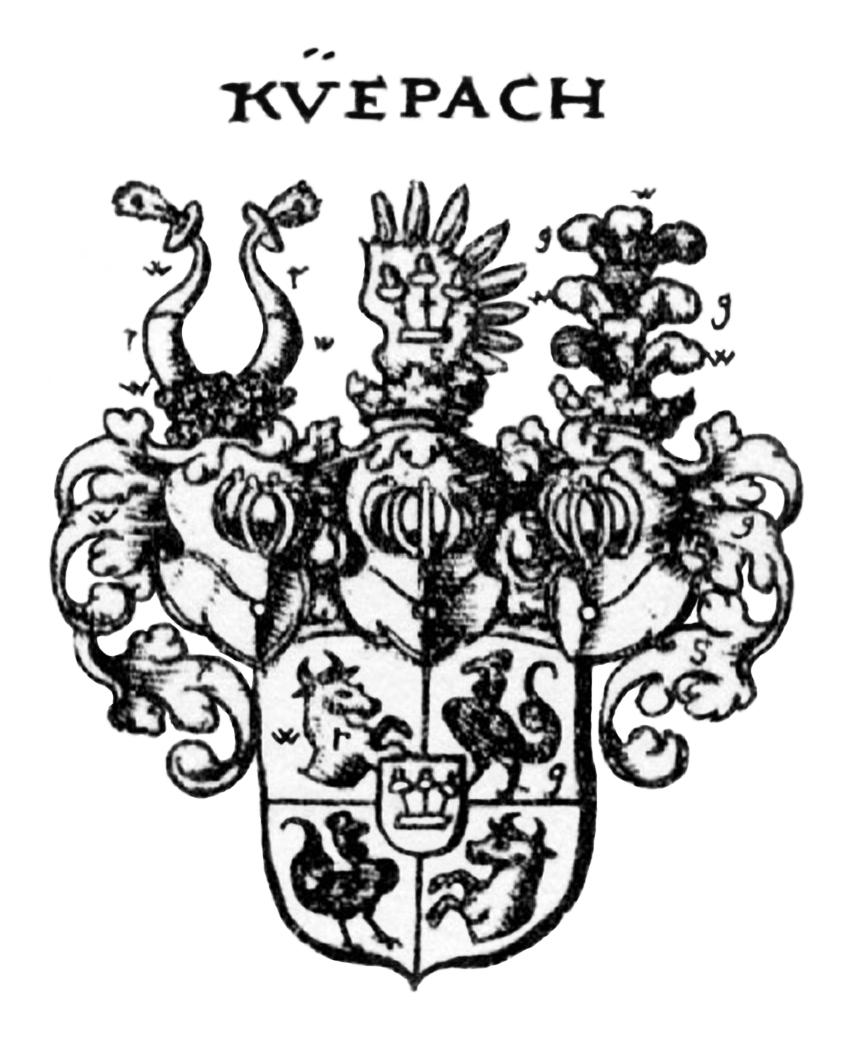
Gemehrtes Wappen derer von Kuepach im Siebmacher mit dem Wappen derer von Haselburg als Herzschild

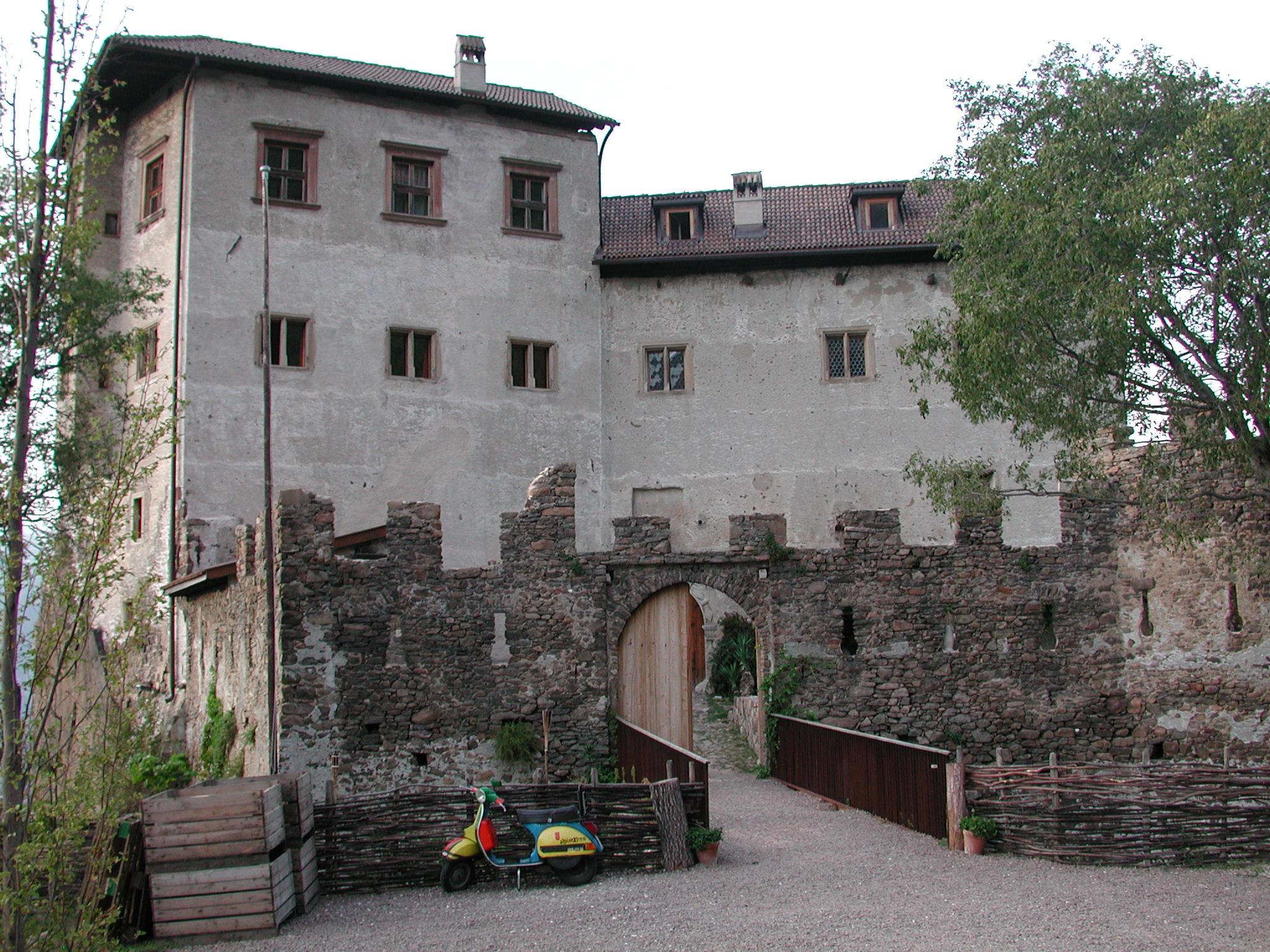
Eingang

Wie auch andere größere Burganlagen des Gebietes (Schloss Boymont, Schloss Runkelstein) wurde die Haselburg in den ersten Jahrzehnten des 13. Jahrhunderts von den Herren von Haselberg errichtet, die ihren Namen vom Bozner Stadtteil Haslach führten. Ihr Stammwappen „in Schwarz ein schräger goldener Ast mit drei aufsteigenden Zweigen“ wurde später als Herzschild von den Edlen von Kuepach zu Ried, Zimmerlehen und Haselburg übernommen. 

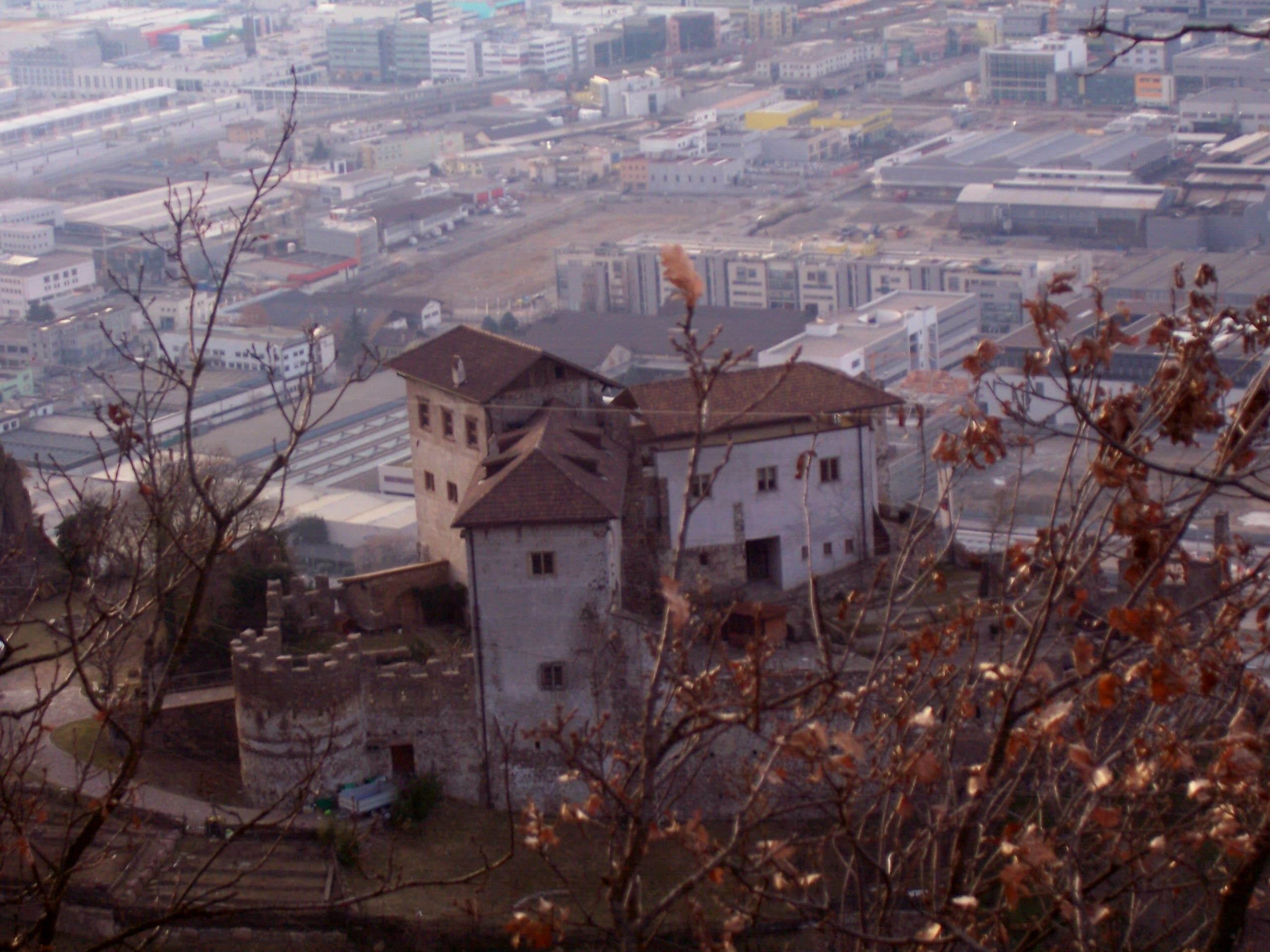
Rückansicht

Die Höhenburg ist somit infolge der sogenannten hochmittelalterlichen Vertikalverschiebung von Burgsitzen entstanden, als ursprünglich inmitten des Siedlungsverbands gelegene Herrensitze vor allem aus Gründen des Sozialprestiges, aber auch aus militärischen Rücksichten in die Höhe verlegt wurden. Die Haselberger hatten als Ministerialen des Hochstifts Trient und als dessen bischöfliche Gastalden eine bedeutende Machtstellung im Bozner Raum und waren Inhaber der Herrschafts- und Gerichtsrechte der Pfarre Bozen, die sie im Jahr 1259 an Graf Meinhard II. um eine hohe Geldsumme veräußerten. Um 1300 zerstört, wurden Teile der Burg in der Folge wieder aufgebaut. Ihr heutiges Aussehen ist von den Umbauarbeiten in der Mitte des 16. Jahrhunderts durch Leonhard II. von Völs bestimmt. Christoph Küepacher, Rat Kaiser Ferdinand I. und Hofkammersekretär Kaiser Maximilians II., erwarb 1549 Schloss Ried bei Bozen (am Eingang des Sarntales) und wurde 1552 mit dem Prädikat "von Khuepach" in den Adelsstand erhoben. Nachdem sein Sohn, der spätere stellvertretende Landeshauptmann Ferdinand von Khuepach 1590 auch die Haselburg gekauft hatte, blieb die Burg bis 1730 im Familienbesitz. Im 18. und 19. Jahrhundert wurden nach einem Brand weite Teile der Burg zur Ruine. Spätere Besitzer waren im 19. Jahrhundert durch Erbschaft die Grafen von Sarnthein und schließlich der bündnerisch-österreichischen Familie von Toggenburg, in deren Eigentum sich die Burg noch heute befindet.
Auf der Haselburg wurde am 18. Juni 1933 von Jugendgruppen die nationalsozialistische „Südtiroler Heimatfront“ gegründet, die ab 1934 in „Völkischer Kampfring Südtirols“ umbenannt wurde. Heute befindet sich in der Burg ein Kongresszentrum mit angeschlossener Gastwirtschaft.

## Anlage
Sehenswert sind die motivreichen Fresken aus der Renaissance (darunter Brustbilder antiker Kaiser und Feldherren sowie Szenen aus deren Leben von Bartlmä Dill Riemenschneider sowie Szenen aus dem antiken Mythos des Apoll).